# Natàlia Makàrova
Natàlia Makàrova   (Sant Petersburg, 21 de novembre de 1940), nom complet amb patronímic Natàlia Romànovna Makàrova, rus: Ната́лия Рома́новна Мака́рова, és una primera ballarina i coreògrafa d'origen soviètic-rus. La història de la dansa, publicada el 1981, assenyala que "les seves interpretacions estableixen normes artístiques i aristocràtiques de la dansa que la marquen com la millor ballarina de la seva generació a Occident".

## Biografia
Makàrova va néixer a Leningrad, a la República Socialista Federativa Soviètica Russa de la URSS. Als 12 anys, va fer una audició per a l'Escola Coreogràfica de la llavors anomenada Leningrad (antiga Imperial Ballet School), i va ser acceptada tot i que la majoria d'estudiants s'incorporen a l'escola als 9 anys.
Makàrova va ser membre permanent del Ballet Kirov de Leningrad del 1956 al 1970, assolint la condició de prima ballerina durant la dècada de 1960. Va abandonar l'Oest el 4 de setembre de 1970, mentre estava de gira amb el Kirov a Londres. Poc després de desertar, Makàrova va començar a actuar amb l'American Ballet Theatre de Nova York i el Royal Ballet de Londres.
Quan va arribar a Occident per primera vegada, Makàrova tenia moltes ganes d'ampliar la seva coreografia ballant ballets de coreògrafs moderns. Al mateix temps, es va mantenir més identificada amb papers clàssics com Odette / Odile a Swan Lake i Giselle. El desembre de 1975, ella i el seu company de ball Mikhaïl Baríxnikov van aparèixer de manera destacada en un episodi de la sèrie de televisió BBC Arena. Va aparèixer a la producció en directe del "American Ballet Theatre"" de El llac dels cignes de 1976, transmesa simultàniament des del "Lincoln Center" tant a PBS com a NPR. Quan la directora artística d'ABT, Lucia Chase, va deixar el càrrec, tant Makàrova com Barixíkov s'hi van presentar. Després que la companyia anés amb Baryshnikov, va marxar al Royal Ballet de Londres.
Makàrova va continuar destacant en molts rols diferents, sobretot, el seu paper principal a Giselle. El 1989, va tornar a casa seva i al teatre del Kirov Ballet i es va reunir amb la seva família i amb antics companys i professors. El seu emocionant retorn a casa es va documentar a la pel·lícula Makarova Returns, que va escriure i presentar. Després de la seva actuació al Kirov, es va retirar de la dansa, donant les seves sabates i vestits al Museu Kirov. Avui Makarova organitza ballets com El llac dels cignes, La Bayadère i La Bella Dorment per a empreses de tot el món. Es va retirar del ball a causa de les ferides acumulades, sobretot als genolls. Makàrova va guanyar un premi Tony, així com altres nombrosos premis escènics per les seves actuacions en el renaixement de On Your Toes a Broadway. Va interpretar Lidia Lopokova (Lady Keynes) a Wooing in Absence, recopilada per Patrick Garland. Es va representar primer a "Charleston Farmhouse" i després a la ""Tate Britain".

## Vida personal
Makàrova es va casar tres vegades a la seva vida. Una vegada a un altre ballarí de ballet i una altra amb un director. El 1976, Makàrova es va casar amb l'industrial Edward Karkar; la parella té un fill, Andrei. Karkar va morir el 22 de desembre de 2013, a l'edat de 81 anys. Janet Sassoon va dir sobre Makarova: "Quan vaig començar a ensenyar a San Francisco, a través de Madam Bali, vaig començar a treballar amb tots aquests grans ballarins russos quan eren allà. Així que vaig aconseguir Natalia (Natasha) Makarova, una Prima Ballerina Assoluta. Allà només va ser una Prima Ballerina Assoluta fins que va ballar. I aquí la vaig tenir a les mans durant cinc mesos després del naixement del seu fill!"

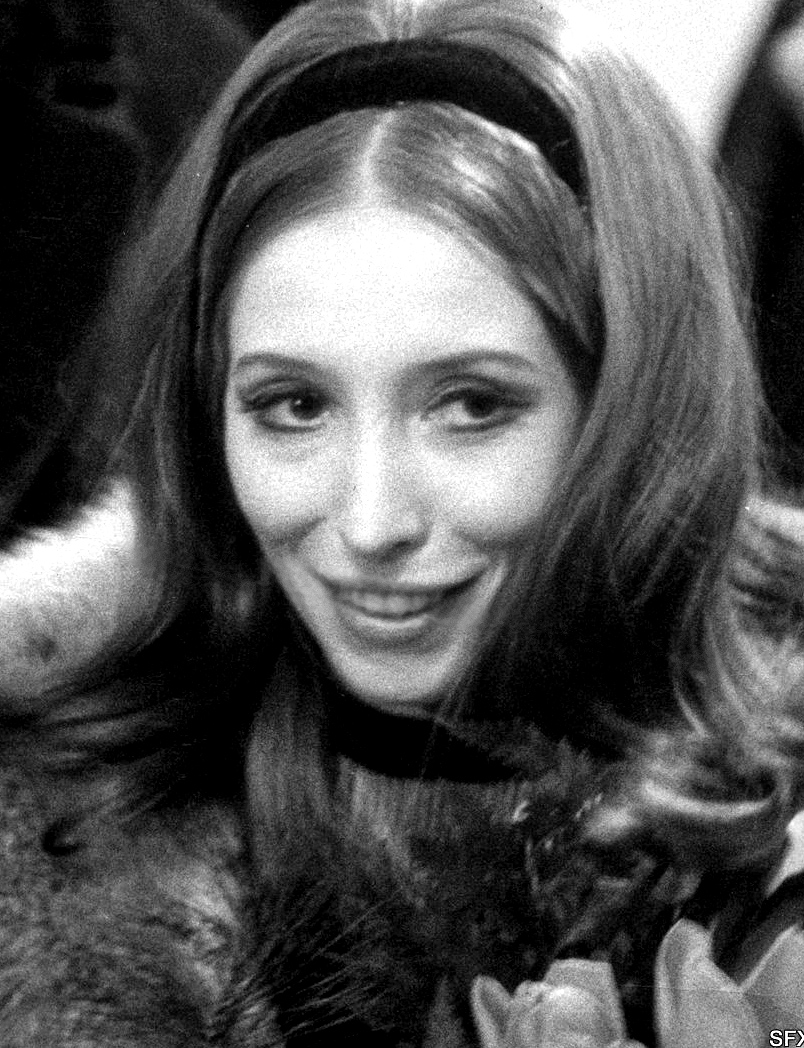
Makarova el 1971

## Premis
- 1965 - Concurs Internacional de Ballet de Varna - Medalla d'Or
- 1969 - Artista distingit de la RSFSR[9]
- 1970 - Premi Anna Pavlova i premi de la crítica, París
- 1977 - Premi Dance Magazine
- 1979 - Premi Mare de l'Any
- 1980 - A Dance Autobiography, Knopf Publishers, 1979. - Certificat d'Excel·lència - American Institute of Graphic Arts - Seleccionat per a l'exposició
- 1983 - Premi Tony a la millor actriu musical - On Your Toes (Broadway)
- 1983 - Premi Drama Desk - On Your Toes (Broadway)
- 1983 - Theatre World Award - On Your Toes (Broadway)
- 1983 - Premi Astaire - On Your Toes (Broadway)
- 1983 - Premi Outer Critics Circle - On Your Toes (Broadway)
- 1983 - Premi Stanislavsky - On Your Toes (Broadway)
- 1984 - Premi Laurence Olivier a la millor actriu en un musical - On Your Toes, Londres
- 1985 - London Evening Standard Award - a la millor interpretació de 1985 al ballet Onegin. Presentat a l'escenari per la princesa Diana després de la representació de Makàrova d'Oneguin el 1986 a Londres
- 1986: nominació als premis Emmy per a Ballerina, una sèrie de televisió documental de 4 parts, que va ser concebuda, escrita i narrada per Makàrova, BBC London / WNET
- 1991/92 - Premi American Library Association - pels enregistraments de Makàrova de les històries Snow Maiden, The Frog Princess i Firebird - Delos Records
- 1993 - Distinguished Artist Award - Los Angeles
- 2000 - Premi a la realització artística - Mèxic
- 2004 - Premi als assoliments artístics de l'Escola de Ballet Americà
- 2012 - Kennedy Center Honor[10][11]
- 2014 - "Ànima de la dansa" del Russian Ballet Journal i el Ministeri de Cultura rus
- 2018 - Premi DanseLife Achievement pel Jurat del Benois de la